# Hanhyltagölen
Hanhyltagölen är en sjö i Gnosjö kommun i Småland och ingår i Nissans huvudavrinningsområde.